# Oneohtrix Point Never
Даніел Лопатін (англ. Daniel Lopatin), більш відомий, як Oneohtrix Point Never — американський музикант з Брукліна, який працює в галузі електронної та експериментальної музики. Він почав випускати записи на основі синтезатора в середині 2000-х років, отримавши початкове визнання за компіляцію Rifts у 2009 році. Потім Лопатін досліджував різні підходи, включаючи виробництво MIDI, ви стало наслідком випуску таких робіт, як Replica (2011) та R Plus Seven (2013). Він підписав контракт з британським лейблом Warp у 2013 році.

## Дискографія

### Студійні альбоми
- Betrayed in the Octagon (2007)
- Zones Without People (2009)
- Russian Mind (2009)
- Returnal (2010)
- Replica (2011)
- R Plus Seven (2013)
- Garden of Delete (2015)
- Age Of (2018)
- Magic Oneohtrix Point Never (2020)
- Again (2023)

### Збірки
- Rifts (2009)
- Drawn and Quartered (2013)
- The Fall into Time (2013)

### Саундтреки
Художні фільми
- The Bling Ring (2013) з Браяном Райцеллом
- Partisan (2015)
- Good Time (2017)
- Uncut Gems (2019)

ТБ
- Guillermo del Toro's Cabinet of Curiosities — Episode: «The Viewing» (2022)
- The Curse (2023)